# 레나토 올미
레나토 올미(이탈리아어: Renato Olmi reˈnaːto ˈolmi[*]; 1914년 7월 12일, 롬바르디아 주 트레초 술라다 ~ 1985년 5월 15일, 롬바르디아 주 크레마)는 이탈리아의 전 축구 선수로, 현역 시절 미드필더로 활약했다.

## 클럽 경력
현역 시절, 올미는 이탈리아 세리에 A의 암브로시아나-인테르와 유벤투스에서 활약했다. 그는 하부 리그의 크레마, 크레모네세, 그리고 브레시아에서 활약하기도 했다.

## 국가대표팀 경력
올미는 1938년 월드컵에 이탈리아 선수단 일원으로 참가해 2번째 월드컵 우승을 함께했다. 그는 1940년에 이탈리아 국가대표팀 경기에 3번 출전했다.

## 수상

### 클럽
크레모네세
- 세리에 C: 1935–36

인테르나치오날레
- 세리에 A: 1937–38, 1939–40
- 코파 이탈리아: 1938–39

유벤투스
- 코파 이탈리아: 1941–42

### 국가대표팀
이탈리아
- 월드컵: 1938